# Sagnlandet Lejre
Sagnlandet Lejre (Historisk Arkæologisk Forsknings- og Formidlingscenter) er et forsknings- og formidlingscenter og turistattraktion med fortid og arkæologi som hovedtema. Ved dets skabelse i 1964 gik det under navnet Historisk-arkæologisk Forsøgscenter og var derfor i mange år kendt som Lejre Forsøgscenter. Sagnlandet ligger ca. 4 km nordvest for Lejre i Lejre Kommune 13 km vest for Roskilde. 
Det blev grundlagt af Hans Ole Hansen, som ville formidle viden om fortidens levevis gennem eksperimental arkæologisk forskning, levendegørelse og undervisning baseret på aktiv deltagelse, for herved at skabe forundring over fortiden hos det moderne menneske.
Sagnlandet Lejre formidler Danmarks fortid fra jægerstenalderen til landbotiden. Da stedet åbnede, var det verdens første center for forsøg med forhistorisk og historisk teknologi, og det har inspireret andre centre verden over. Den 1. marts 2009 skiftede Lejre Forsøgscenter navn til Sagnlandet Lejre. Det besøges årligt af ca. 60.000 gæster.
Sagnlandet Lejre er et af det statsstøttede videnspædagogiske aktivitetscentre.

## Områder og attraktioner
I de arbejdende værksteder: væveværkstedet, pottemageriet og smedjen laves kopier af håndværk fra historisk og forhistorisk tid. Her fremstilles redskaberne, dragterne og husgeråd til brug i de rekonstruerede miljøer.
Sagnlandet er præget af husdyr: dels racer som i størrelse og kropsbygning ligner jernalderens (nu uddøde) husdyrracer, dels 1800-tallets danske husdyrracer.
Familier har mulighed for at bo i jernalderlandsbyen, i landbohusene og på stenalderbopladsen og for at indgå aktivt i formidlingen og levendegørelse af miljøet.
Stenalder
Sagnlandet rummer en rekonstrueret boplads kaldet Athra fra Ertebølletiden (5500 – 3900 f.Kr.) og rekonstruerede landbohuse fra 1800-tallet, Krikkebjerghusene.
Jernalder
I Sagnlandet findes desuden en jernalderlandsby kaldet Lethra, som består af fire rekonstruerede jernaldergårde fra perioden 200 f.Kr. – 200 e.Kr.
Vikingetid
Der findes også en boplads fra vikingetiden og hytter fra tidligere perioder af jægerstenalderen - i disse er der dog kun aktiviteter i kortere tid.
Landbohusene
I landbohusene formidles om 1800-tallets husmandssteder i to rekonstruerede huse; Hørhavehuset og Tystruphuset.